# 250

250(이백오십)은 249보다 크고 251보다 작은 자연수다.

## 수학
- 합성수로, 그 약수는 1, 2, 5, 10, 25, 50, 125, 250이다. 진약수의 합은 218이므로, 250은 부족수다.
- {\displaystyle 250=5^{2}+15^{2}=9^{2}+13^{2}}
  - 서로 다른 두 자연수의 제곱합으로 나타내는 방법이 두 가지인 수다.
- {\displaystyle 250={\frac {1}{4}}\times 10^{3}}
- {\displaystyle 57^{4}-1}은 250으로 나누어떨어진다.

## 과학·기술
- NGC 250: 물고기자리 방향에 있는 렌즈형은하.
- 다임러 250(영어판): 다임러 컴퍼니의 승용차.
- 페라리 250: 페라리의 GT카.

## 교통
- 일본 250번 국도(일본어판): 효고현 고베시 나가타구에서 오카야마현 오카야마시 기타구까지 이어지는 일본의 국도.
- 현도 제250호선

## 군사
- U-250(영어판, 독일어판): 제2차 세계 대전에 사용된 나치 독일의 군용 잠수함.

## 문화유산
- 대한민국의 국보 제250호: 이원길 개국원종공신녹권
- 대한민국의 보물 제250호: 부산 범어사 삼층석탑
- 대한민국의 사적 제250호: 고창 분청사기 요지

## 방송
- B tv의 육아방송 채널 번호.
- U+ TV의 법률방송 채널 번호.
- LG헬로비전의 미국 국제 방송인 CNN 인터내셔널 채널 번호.

## 기타
- 연도 250년, 기원전 250년
- 250년대
- 250은 중국인들이 싫어하는 숫자다. 이는 예전에 은 500냥을 한 봉이라 하여 500의 절반인 250을 반 봉이라 부르는데, 중국 사람들이 부르는 “반 봉(半封)”과 “반 미쳤다(半疯)”의 발음이 모두 “빤펑(ban feng)”인데다 성조도 똑같아 “반 봉”을 “반 미쳤다”로 듣기 때문에, 250이 “멍청이, 바보”라는 뜻의 속어가 되었다.
- 한국십진분류법에서 천도교에 관한 책들이 분류되는 번호.
- 포켓몬스터 칠색조의 전국도감 번호.